# Coleophora fuscicornis
Coleophora fuscicornis é uma espécie de mariposa do gênero Coleophora pertencente à família Coleophoridae.